# اگلاندجیا
اگلاندجیا (به لاتین: Aglandjia) یک منطقهٔ مسکونی در قبرس است که در ناحیه نیکوزیا واقع شده‌است.

## خصوصیات
اگلاندجیا ۲۰٬۰۰۰ نفر جمعیت دارد.